# Premio del National Board of Review 1939
Los 11° Premios del National Board of Review fueron anunciados en 1939.

## 10 mejores películas
- Confessions of a Nazi Spy
- Wuthering Heights (Cumbres borrascosas)
- Stagecoach (La diligencia)
- Ninotchka
- Young Mr. Lincoln (El joven Lincoln)
- Crisis
- Goodbye, Mr. Chips (Adiós, Mr. Chips)
- Mr. Smith Goes to Washington (Caballero sin espada)
- The Roaring Twenties (Héroes olvidados / Los violentos años veinte)
- U-Boat 29 (El espía submarino U-boat 29 / El espía negro)

## Mejores películas extranjeras
- Le quai des brumes (El muelle de las brumas) - Francia
- Regain - Francia
- Alexandr Nevskiy (Alexander Nevsky) - Unión Soviética
- La fin du jour (El fin del día / Crepúsculos de gloria / Fin de jornada) - Francia
- Robert Koch, der Bekämpfer des Todes (Robert Kotch, el vencedor de la muerte) - Alemania

## Ganadores
Mejor película
- Confessions of a Nazi Spy

Mejor película extranjera
- Le quai des brumes (El muelle de las brumas) - Francia

Mejor Actuación
- James Cagney como Eddie Barlett - The Roaring Twenties (Héroes olvidados / Los violentos años veinte)
- Bette Davis como Judtih Traherne en Dark Victory (Amarga victoria) y como Charlotte Lovell en The Old Maid (Flor Marchita / La solterona)
- Geraldine Fitzgerald como Ann King en Dark Victory (Amarga victoria) y  como Isabella en Wuthering Heights (Cumbres borrascosas)
- Henry Fonda como Abraham Lincoln - Young Mr. Lincoln (El joven Lincoln)
- Jean Gabin como Jean - Le quai des brumes (El muelle de las brumas)
- Greta Garbo como Nina Ivanovna Yakushova - Ninotchka
- Francis Lederer como Schneider - Confessions of a Nazi Spy
- Paul Lukas como el Dr. Kassell - Confessions of a Nazi Spy
- Thomas Mitchell como Josiah Boone - Stagecoach (La diligencia)
- Laurence Olivier como Heatcliff - Wuthering Heights (Cumbres borrascosas)
- Flora Robson (Jessica Newcome) - We Are Not Alone (No estamos solos)
- Michel Simon como Zabel en Le quai des brumes (El muelle de las brumas) y como Cabrissade en La fin du jour (El fin del día / Crepúsculos de gloria / Fin de jornada)